# Comuna Cubolta, Sîngerei
Comuna Cubolta este o comună din raionul Sîngerei, Republica Moldova. Este formată din satele Cubolta (sat-reședință) și Mărășești.

## Demografie
Conform datelor recensământului din 2014, comuna are o populație de 1.814 locuitori. La recensământul din 2004 erau 2.168 de locuitori.

## Administrație și politică
Componența Consiliului local Cubolta (11 consilieri), ales la 5 noiembrie 2023, este următoarea:
|  | Partid                                       | Consilieri | Componență | Componență | Componență | Componență | Componență | Componență | Componență | Componență |
|  | -------------------------------------------- | ---------- | ---------- | ---------- | ---------- | ---------- | ---------- | ---------- | ---------- | ---------- |
|  | Partidul Social Democrat European            | 8          |            |            |            |            |            |            |            |            |
|  | Partidul Acțiune și Solidaritate             | 2          |            |            |            |            |            |            |            |            |
|  | Partidul Socialiștilor din Republica Moldova | 1          |            |            |            |            |            |            |            |            |